# Yllana (compañía de teatro)
Yllana es una compañía española de teatro cómico, fundada en 1991,  que emplea fundamentalmente el lenguaje gestual. Las obras de la compañía se han representado en más de 40 países y han recibido premios y reconocimientos a nivel nacional e internacional.

## Historia
Yllana nació en 1991 por iniciativa de Marcos Ottone, Juan Ramos, Joe O’Curneen, Fidel Fernández y David Ottone, universitarios y alumnos de escuelas de interpretación, inspirados por grupos como Tricicle y Vol Ras. La primera obra de teatro en la que colaboraron conjuntamente fue La cantante calva. Se dieron a conocer fuera de España cuando el Club de Amigos de la Unesco les propuso crear un pequeño espectáculo para su reunión internacional, de donde nació Oh!, un espectáculo sin palabras de 15 minutos que fue el germen de Muu! y que determinó el lenguaje cómico gestual del grupo. Desde entonces, sus espectáculos se han representado en más de 40 países.
Con el paso del tiempo, la compañía comenzó a desarrollar otros proyectos en paralelo con la producción de sus propias obras, como la distribución de espectáculos de otros artistas, la dirección artística para otras compañías, la producción de eventos corporativos, la gestión de espacios teatrales y la dirección de escuelas de teatro, entre otros.
Yllana gestiona el Teatro Alfil de Madrid desde 1996, que pasó en 2006 a ser propiedad de la compañía.

## Espectáculos

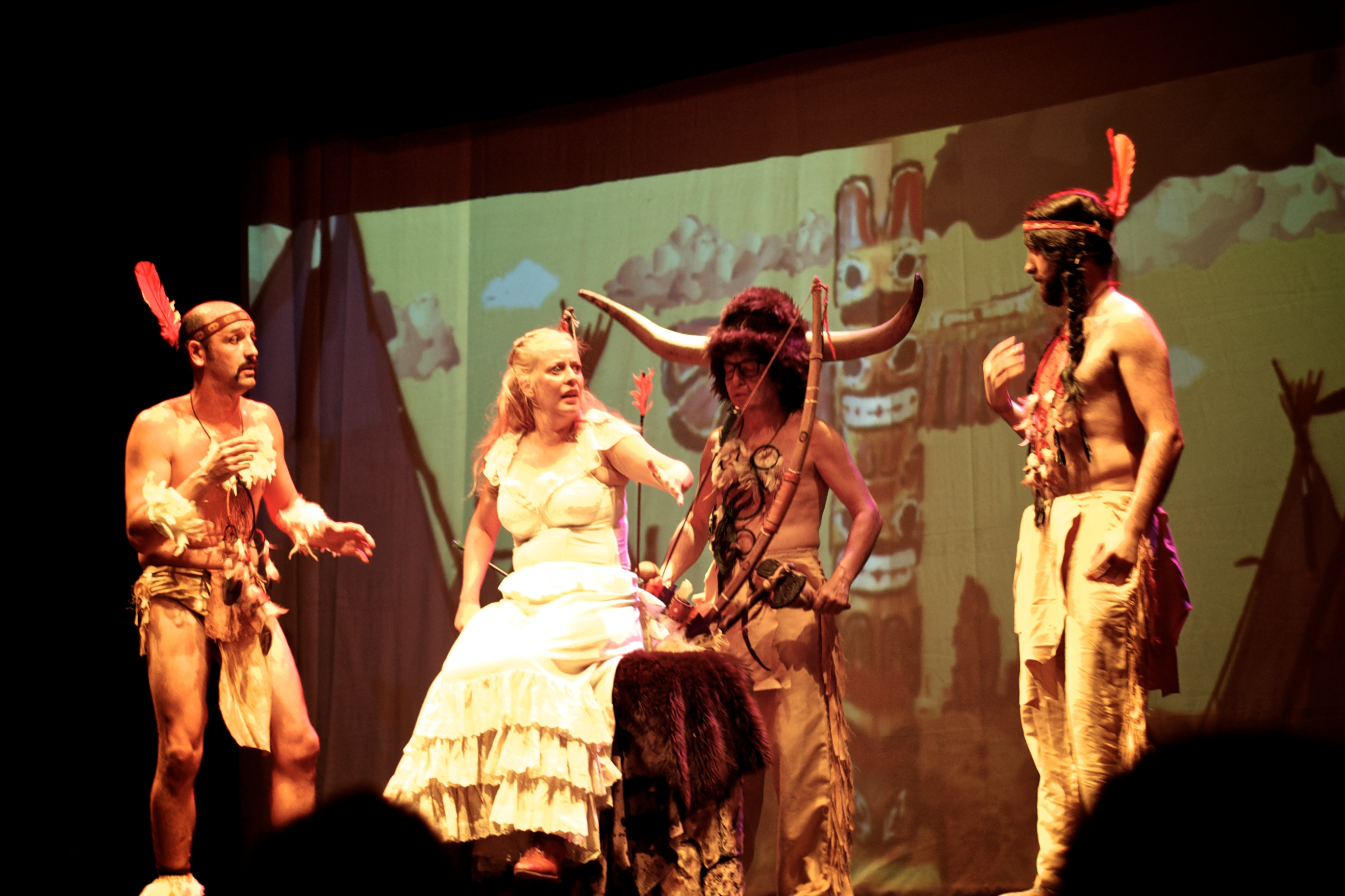

Ha producido 31 obras de teatro. En sus primeros años se destacan  Glub Glub (1994),  y 666 (1998), con la que obtuvieron un premio en el Fringe Festival de Nueva York (USA).  En 2008, produjeron  Brokers y Zoo, con la que obtuvieron el Premio Max al Mejor Espectáculo Infantil o Familiar.
Entre sus colaboraciones con otros artistas y productoras se cuentan PaGAGnini (2008), coproducido con Ara Malikian, Action Man, en colaboración Raúl Cano y The Primitals (2016) coproducido con Primital Brothers y premio del Público al Mejor Espectáculo Musical en el Festival de Aviñón Off 2019.
En 2016 marcaron su 25 aniversario con Yllana 25. En 2018 estrenaron The Opera Locos, coproducido junto a Klemark Espectáculos Teatrales y Rami Eldar y que recibió el Premio Max al Mejor Espectáculo Musical 2019.